# Verity Harte
Verity Harte (* 2. April 1968) ist eine britische Philosophin und Philosophiehistorikerin.

## Leben
Sie studierte Classics und Philosophie in Cambridge, wo sie ihren BA (Classics) und MPhil und PhD (Philosophie) abschloss. Sie hatte Forschungsstipendien am St Edmund Hall in Cambridge und am St Hilda’s College in Oxford und war Dozentin und dann Lecturer für Philosophie am King’s College London, bevor sie 2006 an die Yale University wechselte, wo sie als George A. Saden Professor of Philosophy and Classics sowohl in der Abteilung für Philosophie als auch in der für Classics lehrt.
Sie ist eine Spezialistin für antike Philosophie mit besonderen Forschungsinteressen in der antiken Metaphysik, Erkenntnistheorie und Psychologie, insbesondere von Platon und Aristoteles.

## Schriften (Auswahl)
- Plato on parts and wholes. The metaphysics of structure. Oxford 2002, ISBN 0-19-927844-X.
- als Herausgeberin mit M. M. McCabe, Robert W. Sharples und Anne Sheppard: Aristotle & the stoics reading Plato. London 2010, ISBN 978-1-905670-27-7.
- als Herausgeberin mit Melissa Lane: Politeia in Greek and Roman philosophy. Cambridge 2013, ISBN 978-1-107-02022-1.
- als Herausgeberin mit Raphael Woolf: Rereading ancient philosophy. Old chestnuts and sacred cows. Cambridge 2017, ISBN 978-1-107-19497-7.